# Bria Skonberg

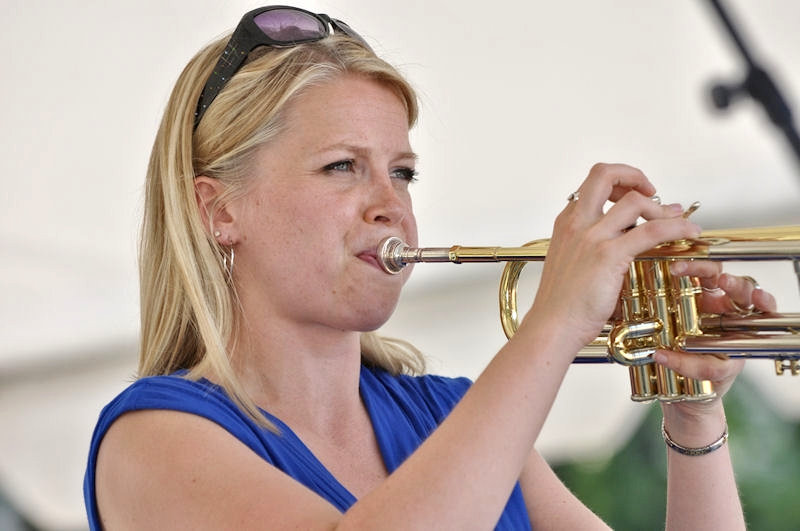
Bria Skonberg

Bria Skonberg (* 1983) ist  eine kanadische Jazztrompeterin, Sängerin und Songwriterin, die im Bereich des Mainstream Jazz und des Traditional Jazz arbeitet.

## Leben
Bria Skonberg wuchs in Chilliwack, British Columbia auf. In Vancouver leitete sie die Formation Bria’s Hot Five und The Big Bang Jazz Band, mit der 2009 erste Aufnahmen entstanden; ferner trat sie als Solistin und Sängerin mit dem Dal Richards Orchestra auf (One More Time, 2009).  Sie ist außerdem Mitbegründerin der Frauenband Mighty Aphrodite. Nach ihrem Umzug nach New York arbeitet sie u. a. mit Jon-Erik Kellso, Bucky Pizzarelli, Nicholas Payton, Vince Giordano, Wycliffe Gordon (Hello Pops 2011), Howard Alden und Scott Robinson, ferner als Musikpädagogin und Co-Leiterin des Chilliwack Jazz Festival. 2009 legte sie ihr Debütalbum Fresh vor, auf dem sie Standards wie Bert Kaempferts L-O-V-E oder die Janis-Joplin-Nummer Mercedes Benz interpretierte. 2012 folgte So Is the Day (Random Act Records), das sie mit Victor Goines, Wycliffe Gordon und John Pizzarelli eingespielt hatte.
Im Bereich des Jazz wirkte sie zwischen 2005 und 2018 bei 31 Aufnahmesessions mit. Mitte 2014 erschien ihr drittes Album Into Your Own (ebenfalls bei Random Act Records); 2017 folgte With a Twist (bei Okeh), 2019 Nothing Never Happens. 2022 tourte sie mit ihrer Band in Europa.

## Auszeichnungen
Skonberg erhielt 2006 den CBC Jazz Award of Merit; im folgenden Jahr wurde sie auf dem Breda Jazz Festival mit dem Kobe Jazz Street Award ausgezeichnet. 2013 wurde sie von der Jazz Journalists Association in der Kategorie Newcomer des Jahres nominiert. Bei den Juno Awards 2017 erhielt sie den Award für das Vocal Jazz Album of the Year.